# Барак (фильм)
«Барак» — российско-германский полнометражный цветной художественный фильм-драма, поставленный в 1999 году кинорежиссёром Валерием Огородниковым. 

## Сюжет
В основе фильма лежит новелла Виктора Петрова «Ольга Ледоход».
1953 год. 8 лет без войны. Люди, абсолютно разные по характеру и судьбам, живут в одном бараке (заселялись на время, а получилось навсегда): русский, еврей, немец, татарин. Появляется новый жилец — блокадница Ольга. Так начинается её знакомство с обитателями барака.

## В ролях
- Ирина Сенотова — Клавдия Соловьёва, сожительница Алексея
- Юлия Свежакова — Ольга Воронцова
- Евгений Сидихин — Алексей Михайлович Болотин, участковый, старший лейтенант
- Нина Усатова — Полина, жена татарина Карима
- Сергей Качанов — Карим
- Наталия Егорова — Липа / Олимпиада Георгиевна
- Леонид Ярмольник — Жора / Георгий Осипович Фогельман, инвалид-фотограф
- Дмитрий Бульба — председатель исполкома
- Алексей Девотченко — Герка Белена
- Андреас Дильшнайдер — Фридрих
- Татьяна Аптикеева — Фаина, жена Фридриха
- Игорь Лифанов — эпизод
- Лев Елисеев — эпизод
- Сергей Русскин — проводник

## Съёмочная группа
- Продюсеры — Леонид Ярмольник, Станислав Архипов
- Сопродюсеры — Виктор Извеков, Рольф Ястер
- Авторы сценария — Виктор Петров, Валерий Огородников
По новелле Виктора Петрова «Ольга Ледоход»
- Режиссёр-постановщик — Валерий Огородников
- Оператор-постановщик — Юрий Клименко при участии Анатолия Лапшова
- Художник — Вера Зелинская, Виктор Иванов

## Награды
- Основные создатели фильма удостоены Государственной премии РФ 2000 года. Лауреатами премии стали В. Петров, В. Огородников, Ю. Клименко, А. Гасан-заде, В. Зелинская, В. Иванов, Н. Усатова, Н. Егорова, Е. Сидихин, Л. Ярмольник (2001).
- Гран-При фильму, приз зрительских симпатий и приз Гильдии киноведов и кинокритиков на VII КФ Российского кино «Окно в Европу» в Выборге (1999).
- «Серебряный леопард» в номинации «Молодое кино», особое упоминание экуменического жюри, специальный приз молодёжного жюри на МКФ в Локарно, Швейцария (1999).
- Приз «Сталкер» на МКФ фильмов о правах человека «Сталкер» в Москве (1999).
- Приз жюри кинематографистов за лучший фильм (Валерий Огородников) и приз жюри кинопрессы за лучшую женскую роль (Нина Усатова) на МКФ «Лістапад» в Минске (1999).
- Призы киноакадемии «Ника» (2000):
  - лучшая работа звукорежиссёра А. Гасан-заде
  - лучшая женская роль Н. Усатова
  - лучшая роль второго плана Л. Ярмольник
- Приз за лучшую режиссуру В. Огородникову на РКФ «Виват, кино России!» в Санкт-Петербурге (2000).
- Приз за лучшие роли второго плана: женскую Н. Егорова и мужскую Л. Ярмольник на КФ «Созвездие» (2000).
- Гран-при «Гранатовый браслет» (Валерий Огородников) и приз за виртуозную актёрскую работу (Нина Усатова) на РКФ «Литература и кино» в Гатчине (2000).